# 1998 no Brasil
Esta é uma cronologia dos fatos acontecimentos de ano 1998 no Brasil.

## Incumbente
- Presidente do Brasil - Fernando Henrique Cardoso (1995–2003)
- Vice-Presidente do Brasil - Marco Maciel (1995–2003)
- Presidente da Câmara dos Deputados - Michel Temer (1997–2001)
- Presidente do Senado Federal - Antônio Carlos Magalhães (1997–2001)

## Eventos
- 5 de janeiro: João Acácio Pereira da Costa, o Bandido da Luz Vermelha, é assassinado com um tiro de espingarda, em Joinville, Santa Catarina.[1]
- 22 de janeiro: Entra em vigor o novo Código de Trânsito Brasileiro.[2]
- 22 de fevereiro: O desabamento de parte do Condomínio  Palace II na Barra da Tijuca, Rio de Janeiro, destrói 44 apartamentos e deixa oito mortos soterrados.[3]
- 25 de fevereiro: Vai-Vai conquista o título do carnaval de São Paulo pela nona vez.[4]
- 25 de fevereiro: Empatadas, Estação Primeira de Mangueira e Beija-Flor conquistam o título do Carnaval do Rio de Janeiro.[5]
- 24 de março: Presidente Fernando Henrique Cardoso sanciona com 17 vetos a Lei Pelé, que estabelece as novas regras para o esporte no país.[6][7]
- 28 de julho: Nasce Sasha Meneghel, filha de Xuxa Meneghel e Luciano Szafir. O nascimento foi transmitido pelo Jornal Nacional e teve destaque da imprensa nacional e internacional.
- 29 de julho: Ocorre o leilão de Privatização da Telebrás.[8]
- 4 de agosto: Francisco de Assis Pereira, acusado de matar pelo menos oito mulheres no Parque do Estado em São Paulo, é preso em Itaqui, Rio Grande do Sul.[9]
- 12 de agosto: O Tribunal Superior Eleitoral recusa por unanimidade o pedido de registro da candidatura do ex-presidente Fernando Collor de Mello à presidência da República na eleição presidencial de 1998.[10]
- 21 de agosto: É comemorado o centenário do Club de Regatas Vasco da Gama.
- 25 de agosto: O ex-policial militar Marcos Aurélio Dias de Alcântara é condenado a 204 anos de prisão pela justiça do Rio de Janeiro por ter participado da Chacina da Candelária de 1993.[11]
- 4 de outubro: Fernando Henrique Cardoso é reeleito presidente do Brasil em primeiro turno e torna-se o primeiro presidente a se reeleger na história do país.[12]
- 25 de outubro: Ocorre o segundo turno das eleições para governador em diversos estados do Brasil.
- 28 de novembro: Dez ex-policiais militares, acusados de participação da chacina de Vigário Geral de 1993, são absolvidos pela justiça do Rio de Janeiro.[13]
- 16 de dezembro: Wellington Camargo, irmão da dupla Zezé Di Camargo & Luciano, é sequestrado em Goiânia.

## Esportes
- 5 de março: Botafogo vence o Torneio Rio-São Paulo pela quarta vez ao empatar em 2-2 com o São Paulo no Estádio do Maracanã, se beneficiando da vantagem obtida com a vitória por 3-2 na partida de ida no Estádio do Morumbi.[14]
- 19 de abril: Ulbra/Diadora conquista o título da Superliga Masculina de Vôlei pela primeira vez.[15]
- 30 de maio: Palmeiras conquista a Copa do Brasil pela primeira vez, ao vencer a final contra o Cruzeiro no Estádio do Morumbi por 2-0.[16]
- 12 de julho: A Seleção Brasileira é derrotada na final da Copa do Mundo da França pela equipe anfitriã por 3-0 no Stade de France, Saint-Denis.[17]
- 26 de agosto: Vasco da Gama conquista a Copa Libertadores da América pela primeira vez, ao vencer o Barcelona de Guayaquil no Estádio Monumental Isidro Romero Carbo, no Equador, por 2-1.[18]
- 07 de Outubro: Fluminense faz uma campanha decepcionante e é rebaixado para a Série C do campeonato brasileiro de 1999
- 21 de outubro: Santos conquista o título da Copa Conmebol ao empatar sem gols com o Rosario Central no Gigante de Arroyito, em Rosario, Argentina, se beneficiando da vantagem obtida com a vitória por 1-0 na partida de ida na Vila Belmiro.[19]
- 1 de dezembro: O espanhol Real Madrid conquista o título do Mundial Interclubes pela segunda vez ao vencer o Vasco da Gama por 2-1 no Estádio Nacional de Tóquio.[20]
- 23 de dezembro: Corinthians conquista o Campeonato Brasileiro de Futebol pela segunda vez ao vencer o Cruzeiro no Estádio do Morumbi por 2-0 após empates nas duas primeiras partidas da final.[21]
- 29 de dezembro: Palmeiras conquista a primeira edição da Copa Mercosul ao vencer a final contra o Cruzeiro no Estádio Palestra Itália por 1-0.[22]

## Nascimentos
- 1 de janeiro: Giulia Gayoso, atriz.
- 18 de janeiro: Éder Militão, futebolista.
- 19 de janeiro: Giovanna Grigio, atriz.
- 13 de fevereiro: Bella Campos, atriz.
- 3 de março: Flávia Pavanelli, atriz.
- 27 de março: Geyse Ferreira, futebolista.
- 6 de abril: Fernando Scheffer, nadador.
- 21 de abril: Zé Felipe, cantor.
- 20 de maio: Alanis Guillen, atriz.
- 23 de maio: Sérgio Sette Câmara, automobilista.
- 1 de junho: Dudu Camargo, apresentador.
- 5 de junho: Rebecca, cantora.
- 26 de julho: Nathália Rodrigues, youtuber e influenciadora.
- 20 de agosto: Paulo André Camilo, velocista.
- 15 de outubro: Gaab, cantor.
- 23 de novembro: Roger Ibañez, futebolista.

## Mortes
- 5 de janeiro: João Acácio Pereira da Costa, criminoso, assassinado (n. 1942)
- 3 de fevereiro: Sílvio Caldas, cantor e compositor, de insuficiência pulmonar (n. 1908).
- 15 de março: Tim Maia, cantor, em decorrência de uma infecção generalizada (n. 1942).
- 22 de março: Brandão Filho, ator de Cinema e Televisão, de câncer (n. 1910).
- 28 de março: Paulo Ubiratan, diretor de TV, de infarto fulminante (n. 1947).
- 18 de abril: Nelson Gonçalves, cantor, de infarto agudo do miocárdio (n. 1919).
- 19 de abril: Sérgio Motta, Ministro das Comunicações, de infecção pulmonar (n. 1940)
- 21 de abril: Luís Eduardo Magalhães, deputado federal, de infarto (n. 1955).
- 13 de junho: Lucio Costa, importante Arquiteto e Urbanista, de morte natural devido a idade avançada (n. 1902).
- 23 de junho: Leandro, cantor sertanejo da dupla Leandro & Leonardo, por câncer de pulmão e falência de múltiplos órgãos (n. 1961).
- 26 de julho: Aymoré Moreira, futebolista, por falência de múltiplos órgãos  (n. 1912).
- 29 de setembro: Jacira Sampaio, atriz, de ataque do coração (n. 1922).
- 26 de outubro: Ofélia Anunciato,  culiniarista e apresentadora, de infarto (n. 1924).
- 2 de novembro: Jovelina Pérola Negra, cantora, de infarto (n. 1944).
- 25 de novembro: Eli Coimbra, jornalista esportivo, de infarto (n. 1942).